# Cyperus dentoniae
Cyperus dentoniae är en halvgräsart som beskrevs av Gordon C. Tucker. Cyperus dentoniae ingår i släktet papyrusar, och familjen halvgräs. Inga underarter finns listade i Catalogue of Life.